# Слободян, Тарас Игоревич
Тарас Игоревич Слободян (укр. Тарас Ігорович Слободян; 10 декабря 1982, Тернополь — октябрь 2013, Сумская область, погребение — 5 марта 2014, Тернополь) — Герой Украины (2014, посмертно). В списке Небесной сотни.

## Биография
Отец Игорь Тарасович работал в аппарате Тернопольского областного совета. Мать, Слободян Мария Борисовна, — пенсионерка, до выхода на пенсию работала учителем географии в ТЗОШ № 12.
В 1990—2000 годах учился в Тернопольской ООШ № 12 (ныне Тернопольский УВК «Школа-коллегиум Патриарха Иосифа Слепого»), которую окончил с золотой медалью. В сентябре 2000 — июле 2005 учился в Тернопольской академии народного хозяйства (ныне Тернопольский национальный экономический университет) на факультете международных отношений (в 2004 году получил диплом бакалавра, в 2005 — диплом магистра с отличием по специальности «Международная экономика» и специализации «Международный туризм»). Магистерская работа на тему «Перспективы развития туризма в Украине». Выступал на конференциях, писал научные работы, печатался в сборниках университета.
После окончания магистратуры с 26 января 2006 до 16 октября 2009 года работал методистом англоязычной программы международной экономики и туризма при факультете международного бизнеса и менеджмента ТНЭУ. После окончания аспирантуры готовился к защите кандидатской диссертации. Однако защита затягивалась, и Слободян решил поехать на работу в Киев в августе 2013 года.

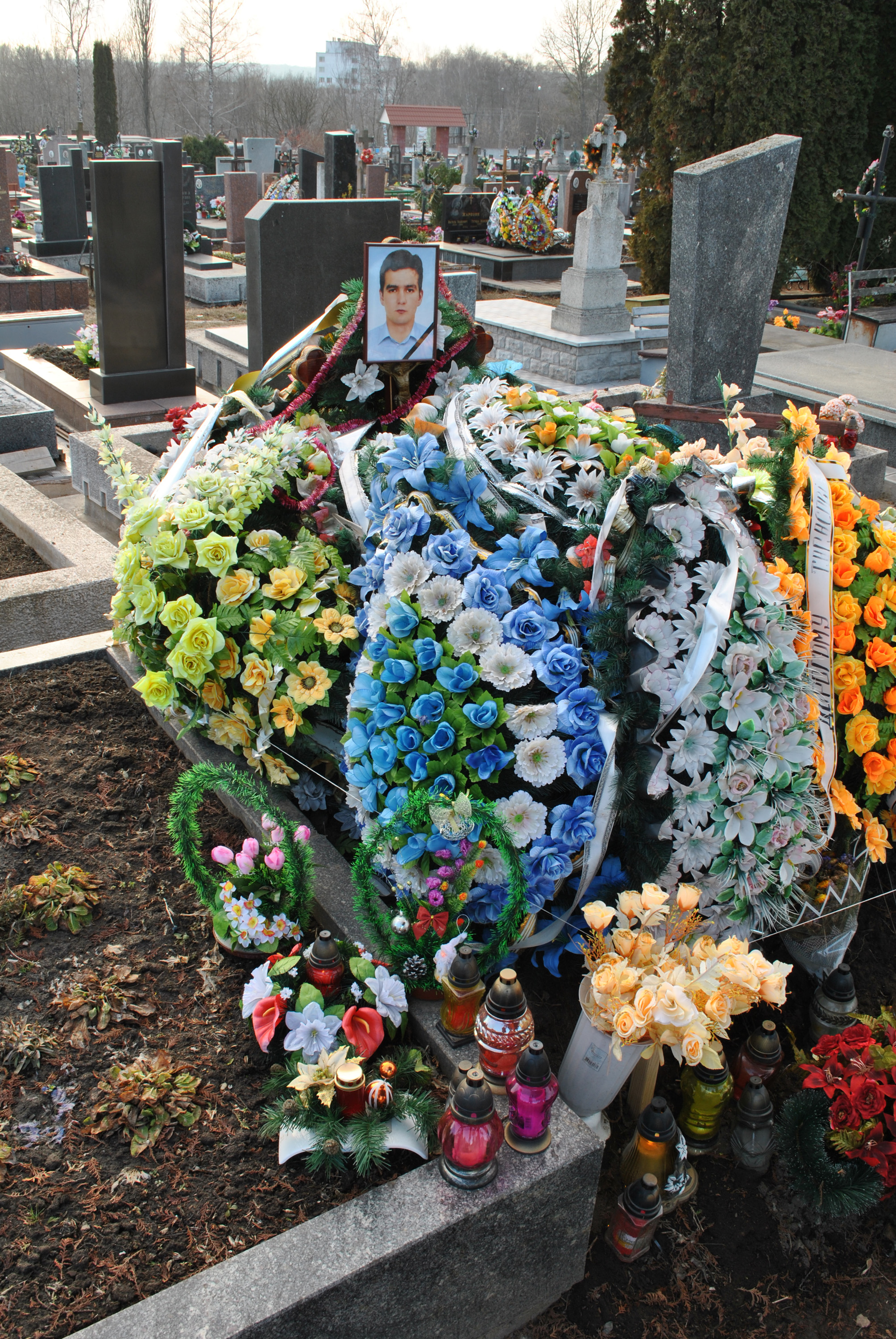
Могила Тараса Слободяна на Микулинецком кладбище Тернополя

По версии, распространяемой до 2020 года, став участником Евромайдана, спустя некоторое время перестал выходить на связь. Впоследствии тело Слободяна было найдено в Сумской области в лесу со следами пыток, в частности, без кисти руки. Окончательного заключения повторной судебно-медицинской экспертизы нет.
Прощание со Слободяном прошло в доме семьи в селе Подгородном Тернопольского района, после чего его похоронили на Микулинецком кладбище в Тернополе.

## Награды
- Звание Герой Украины с вручением ордена «Золотая Звезда» (21 ноября 2014, посмертно) — за гражданское мужество, патриотизм, героическое отстаивание конституционных принципов демократии, прав и свобод человека, самоотверженное служение Украинскому народу, обнаруженные во время Революции достоинства[9].
- Медаль «За жертвенность и любовь к Украине» (УПЦ КП, июнь 2015) (посмертно)[10].